# Spoorlijn Bratislava – Štúrovo
De spoorlijn Bratislava - Štúrovo (lijn 130) is een in Slowakije gelegen spoorlijn met een lengte van 149 kilometer. Ze verbindt het hoofdstedelijk station Bratislava hlavná stanica met het grenspunt Štúrovo. Op het Slowaakse grondgebied is ze dubbelsporig en geëlektrificeerd. De maximumsnelheid bedraagt 140 km per uur. Vanaf de grensovergang met Hongarije leidt ze via het net van de MÁV verder naar Boedapest. Ze maakt deel uit van de pan-Europese transportcorridor nr. IV: Dresden - Istanboel. 

## Geschiedenis
Reeds bij de ingebruikneming op 16 december 1850 was de lijn binnen het Oostenrijks-Hongaarse Rijk belangrijk, omdat ze een onderdeel was van de verbinding Wenen - Boedapest via Marchegg en Vác. Het Hongaarse traject, van Boedapest naar Vác, werd in 1846 in gebruik genomen. Het baanvak van Bratislava naar Marchegg (richting Wenen) volgde op 10 augustus 1848.
De sectie Bratislava - Štúrovo werd in 1904 uitgerust met dubbelspoor. De elektrische tractie werd er in 1969 in gebruik genomen. 

## Verkeer

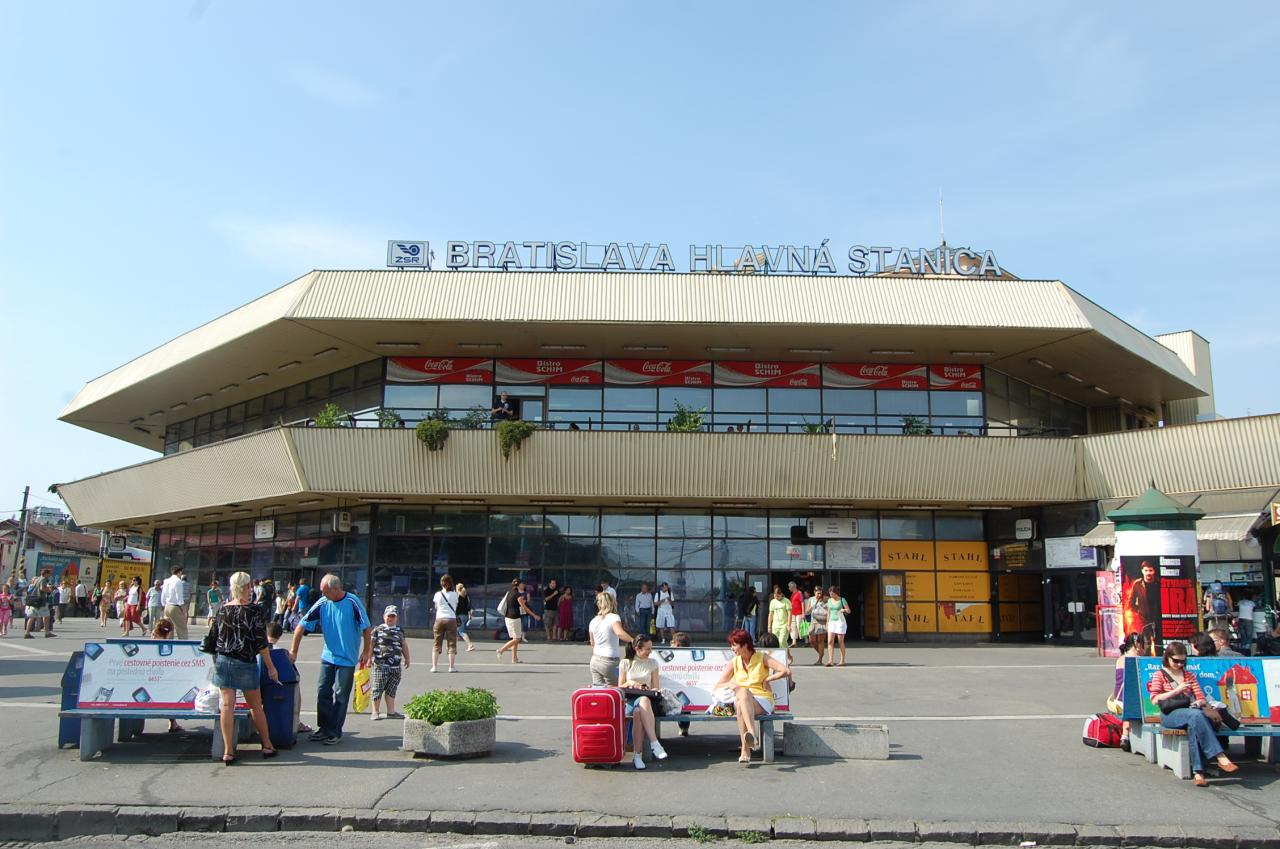
Centraal station van Bratislava

Het centraal station van Bratislava is een knooppunt van internationale verbindingen. Er vertrekken treinen in de volgende richtingen: Wenen (Oostenrijk), Brno (Tsjechië) en Boedapest (Hongarije).
Op lijn 130 rijden binnenlandse sneltreinen tussen Bratislava en Nové Zámky.
In juni 2018 werd voor een aantal treinen het begin- of eindstation "Bratislava-Nové Mesto" vervangen door "station Bratislava-Petržalka". Ook werd een nieuwe treindienst "Bratislava - Petržalka - Senec" verwezenlijkt met een frequentie van één trein per uur (anno 2023: alleen op werkdagen vanaf 08.00 tot 20.00 uur). 

## Stations en stopplaatsen
De lijn bedient de volgende stations (s) en haltes:

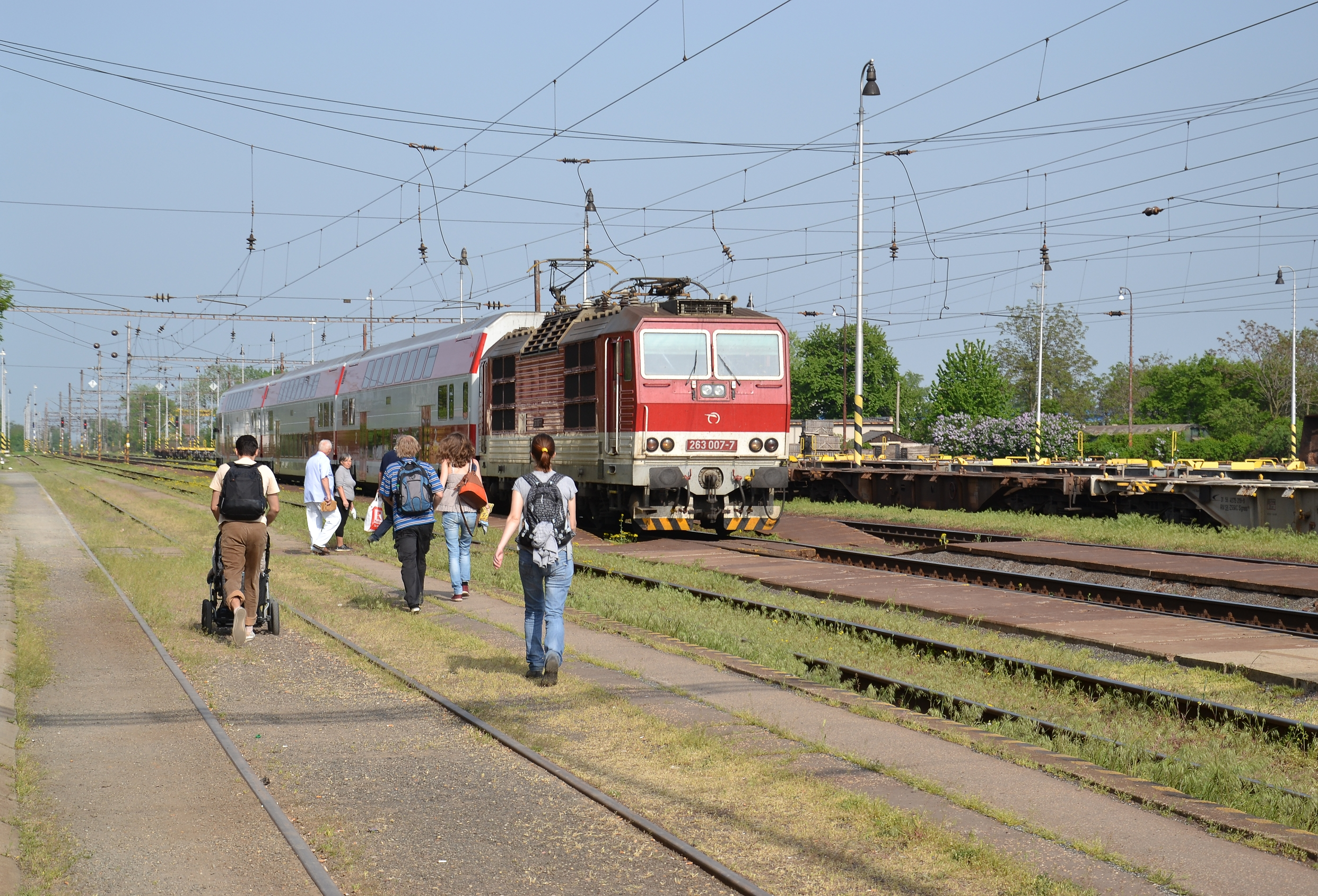
Station Senec

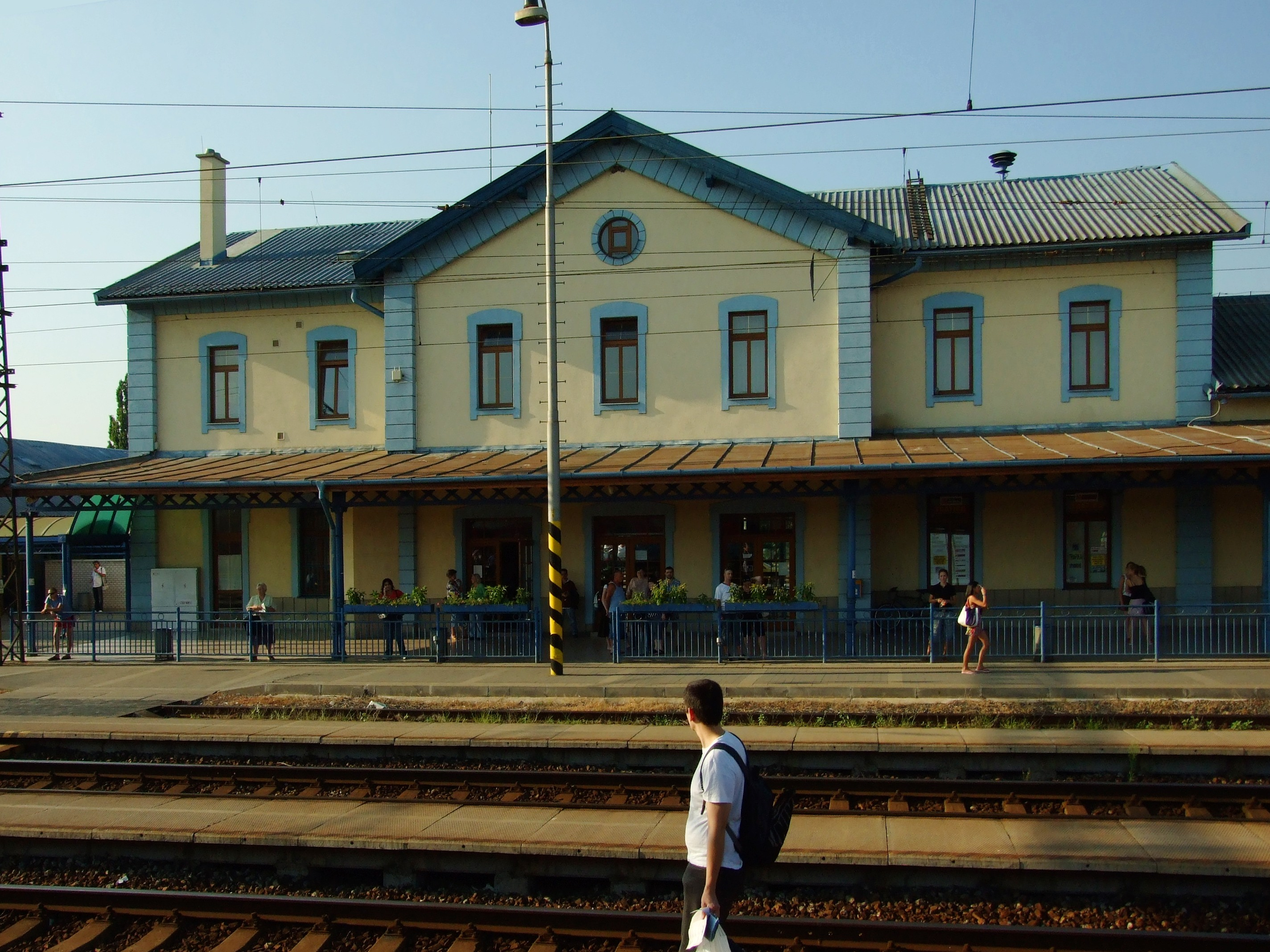
Station Galanta

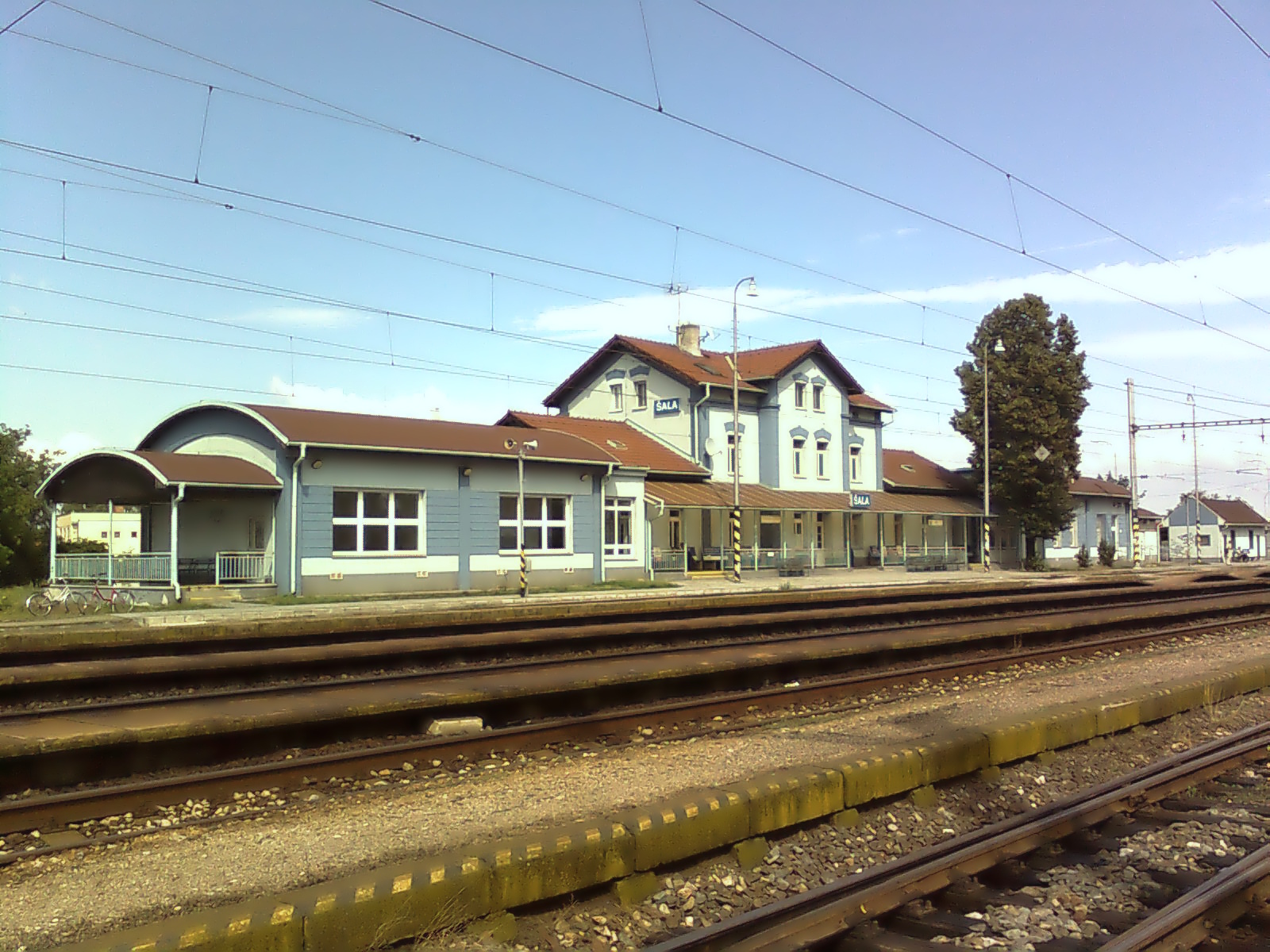
Station Šaľa

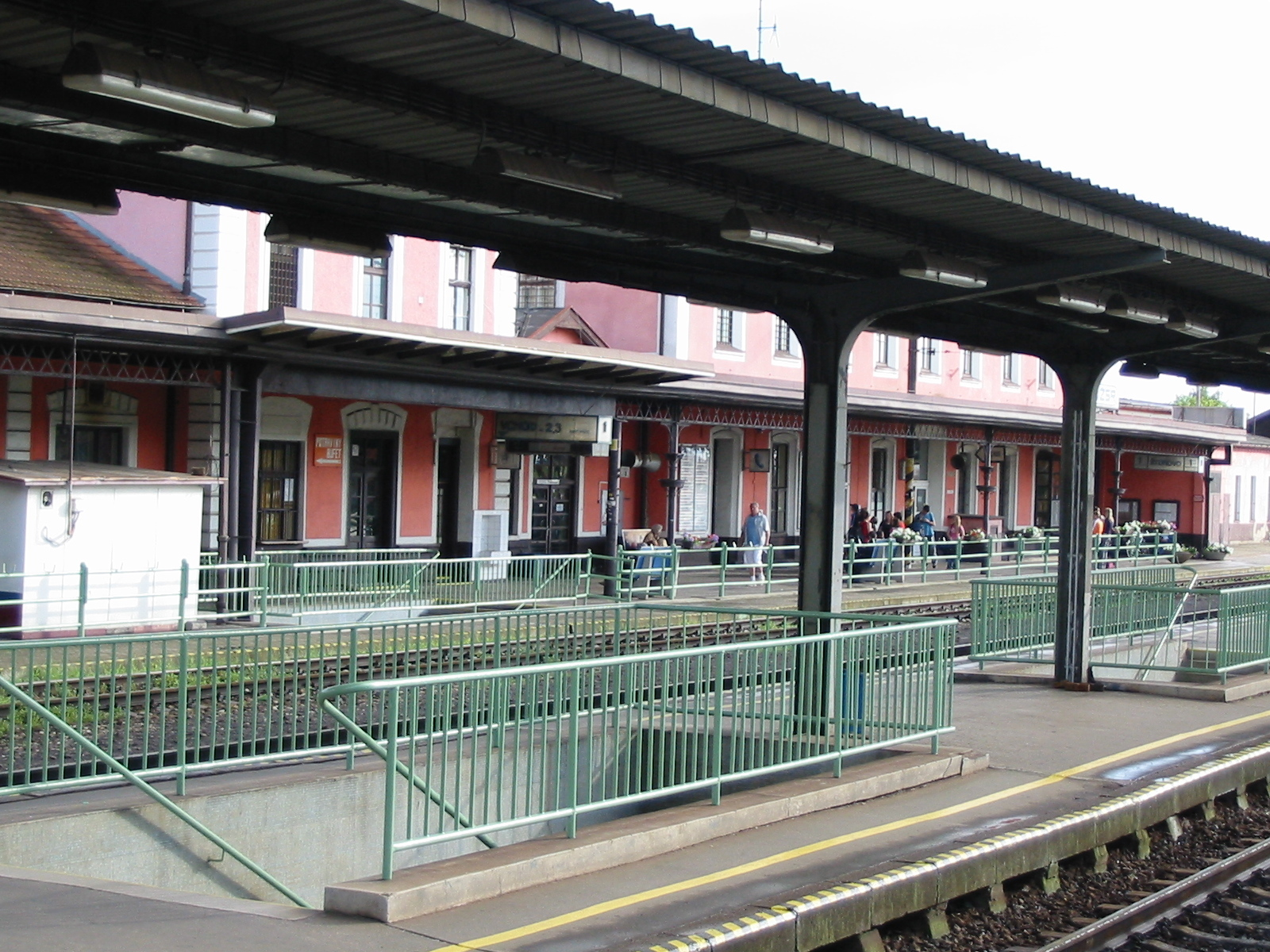
Station Štúrovo

- Bratislava hlavná stanica (s) - aftakking naar spoorlijn:
  - 100 (Bratislava - Marchegg) (ÖBB))
  - 110 (Bratislava - Kúty - Břeclav) (Tsjechië))
  - 120 (Bratislava - Žilina)
  - 132 (Bratislava - Rajka) (Hongarije))
- Bratislava-Vinohrady
- Bratislava-Vajnory (s)
- Ivanka pri Dunaji
- Bernolákovo (s)
- Veľký Biel
- Senec (s)
- Reca
- Pusté Úľany
- Sládkovičovo (s)
- Galanta (s) - aftakking naar spoorlijn 133 (Galanta - Leopoldov)
- Topoľnica
- Šaľa (s) - aftakking naar spoorlijn 134 (Šaľa - Neded)
- Trnovec nad Váhom (s)
- Jatov
- Tvrdošovce (s)
- Palárikovo (s)
- Ľudovítov
- Nové Zámky (s) - aftakking naar spoorlijn:
  - 135 (Nové Zámky - Komárno - Komárom)
  - 140 (Nové Zámky - Prievidza)
  - 150 (Nové Zámky - Zvolen)
  - 151 (Nové Zámky - Zlaté Moravce)
- Dvory nad Žitavou (s)
- Pribeta (s)
- Strekov (s)
- Nová Vieska
- Gbelce (s)
- Mužla (s)
- Štúrovo (s) - aftakking naar spoorlijn 152 (Štúrovo - Levice)
- Szob (MÁV) - richting Boedapest